# P. G. Wodehouse
Pelham Grenville Wodehouse (Guildford, Inglaterra, 15 de octubre de 1881-Southampton, Nueva York, 14 de febrero de 1975) fue un escritor humorístico británico que gozó de un extraordinario éxito en vida y sigue siendo leído. Reconocido por la calidad literaria de sus obras, y doctor honoris causa por la Universidad de Oxford, entre sus admiradores se cuentan Hilaire Belloc, Evelyn Waugh, George Orwell, W. H. Auden, Aldous Huxley, Lionel Trilling, Herbert Henry Asquith, Wittgenstein,y Sofía López Otero entre otros.

## Biografía
Fue un escritor prolífico, autor de más de 90 libros de narrativa (70 novelas y 20 colecciones con un total de 200 relatos), otro centenar de relatos cortos en revistas, 400 artículos, 19 obras de teatro y 250 letras de canciones para 33 musicales de Broadway (de Jerome Kern, Cole Porter, Ira Gershwin, etc.) así como adaptaciones y guiones cinematográficos, era hijo de Eleanor Deane, de familia terrateniente, y de Henry Ernest Wodehouse (1845-1929), que fue juez británico en Hong Kong. Los Wodehouse llevaban asentados en Norfolk durante muchos siglos. Su bisabuelo, el reverendo Philip Wodehouse, fue el segundo hijo del parlamentario sir Armine Wodehouse, V baronet (de Wilberhall), hijo póstumo de John Wodehouse, I barón de Wodehouse, ancestro de los condes de Kimberley. Su padrino fue Pelham von Donop, por el que se le puso su nombre. Su linaje es antiguo: se remonta nada menos que a 1227, cuando un Sir Bertram de Wodehouse luchó con Eduardo I contra los escoceses.
Vivió hasta los dos años en Hong Kong, donde su padre era juez del gobierno británico. De regreso a Londres, creció con sus dos hermanos mayores Philip Peveril y Ernest Armine prácticamente como un huérfano hasta los quince años, ya que sus padres seguían residiendo en Hong Kong, bajo distintas tutelas familiares. Pese a ello, en Over seventy, Wodehouse escribió que carecía de las tres "ventajas" fundamentales  para una autobiografía: tener un padre excéntrico,  una infancia miserable y un pésimo recuerdo de la public school. Por el contrario, consignó que su infancia fue tan normal "como un pudin de arroz". Sin embargo la ausencia de su madre se refleja en su copiosa producción: en su obra no aparecen madres, sino tías, a menudo temibles y formidables tías... Y también hay pocos padres y sus relaciones con los hijos son escasas y cómicas. El editor literario de The Times A. P. Ryan sugirió que todas las figuras de autoridad en Wodehouse, incluso Jeeves, eran tías reales o disfrazadas. Por otra parte, su biógrafo Barry Phelps afirmó que creó su propio mito: posaba como un Lord Emsworth algo retrasado y borderline, cuando en realidad estaba mucho más cerca de Jeeves o del falso bobalicón Bertie Wooster y era mucho más inteligente, complejo y culto de lo que fingió ser: conocía perfectamente el latín y el griego y las literaturas clásicas y leía mucho francés. Gracias a ese disfraz de falso ingenuo, pudo concentrarse en lo que realmente le gustaba: escribir. 
Habiendo cursado estudios en el Dulwich College, su primer artículo retribuido fue "Aspects of Game Captaincy". No pudo seguir a su hermano a Oxford porque la economía familiar empezó a pasar estrecheces. Así que, en lugar de una carrera universitaria, en septiembre de 1900 empezó a trabajar de mala gana en la oficina londinense del Banco de Hong Kong y Shanghái. Para disociarse de ese trabajo que nada le gustaba empezó a escribir sobre deportes y relatos de humor en prensa y revistas. Pese a que su padre no aprobaba sus inclinaciones literarias, continuó su carrera en 1903 publicando una serie de historias escolares que fueron recogidas en The Captain, una revista para chicos, donde aparece ya por primera vez Psmith, uno de sus personajes más importantes. De 1901 data su primera colaboración en The Globe y al año siguiente Punch publicó un artículo suyo. Entre 1903 y 1909 trabaja para The Globe escribiendo una columna humorística, "By the Way". En 1906, mientras ejerce como letrista para Seymour Hicks en el teatro Aldwych, del West End de Londres, coincide en la obra The Beauty of Bath con Jerome Kern.
Gran deportista, representó al Dulwich College en boxeo y ganó la distinción Azul en críquet y en rugby, deportes que, junto al golf (en Dieciocho agujeros, por ejemplo), figuran directa o indirectamente en muchos de sus relatos. En 1905 debutó, junto con Arthur Conan Doyle, en el Authors Cricket Club, equipo de críquet formado por escritores británicos que desapareció al estallar la Primera Guerra Mundial.

### Nueva York
Aunque ya había visitado Nueva York en 1904, fue durante otra visita en 1909 cuando Wodehouse vendió «dos cuentos cortos a las revistas Cosmopolitan y Collier's por una suma total de 500 dólares –mucho más de lo que jamás había ganado», por lo que decidió abandonar su puesto en The Globe y afincarse en Nueva York. En 1914 se casó con Ethel Newton, una viuda que había conocido en Nueva York dos meses antes y cuya hija, Leonora, fue adoptada por él. Al año siguiente fue contratado como crítico teatral por la revista Vanity Fair.
Por entonces sus primeras novelas A Prefect's Uncle (1903) y Mike (1909) habían tenido cierto éxito, y desde 1909 Wodehouse vivía entre París y Estados Unidos; su reputación como novelista de humor quedó asentada con su obra Psmith in the City (1910), primera de una serie de novelas con este protagonista. Mantuvo su enorme popularidad a través de casi un centenar de novelas en que se reiteraba una serie de curiosos y muy británicos personajes (Psmith, lord Emsworth, Bertie Wooster, Jeeves, Mulliner, Ukridge entre otros), casi siempre jóvenes ociosos y desorientados por las absurdas y cómicas situaciones en que su maquiavélico autor les situaba, dentro de un formalizado cosmos londinense y eduardiano en que se descongelaba penosamente el rígido y clasista sistema victoriano. Lo circundaba al este Saint James Street, al oeste Hyde Park Corner, al norte Oxford Street y al sur Picadilly, con excursiones "a distritos rurales hacia casas de campo en Shropshire y otros deleitosos condados". En 1919 empieza la que será su serie de novelas y relatos más famosa, con My Man Jeeves; este personaje, Jeeves, un ayuda de cámara sagaz que saca siempre de aprietos a su atolondrado señor Bertie Wooster, víctima casi siempre de alguna conspiración de su tía Agatha para casarlo o hacerle abandonar la holganza, había aparecido ya, al igual que Bertie, en un relato corto dentro de la recopilación titulada The Man with Two Left Feet ("El hombre con dos pies izquierdos") de 1917. De toda la serie, en la que aparecen también curiosos personajes secundarios como Bingo Little, el cocinero Anatole, el club "Los Zánganos", "Tuppy" Glossop y tía Dalia y su refunfuñón marido, se puede destacar Muy bien, Jeeves de (1930). 
Wodehouse fue asimismo autor, como letrista, de numerosas comedias musicales, junto a Cole Porter, Irving Berlin y George Gershwin, entre las que se pueden destacar O, Kay (1926) y Rosalie (1928), que se representaron fundamentalmente en los Estados Unidos, país en el que llevó a cabo gran parte de su producción.

### Francia y la Segunda Guerra Mundial
En 1934, ya con gran éxito como escritor, y para evitar la doble imposición sobre sus ingresos, Wodehouse se traslada a vivir en Francia. Con el estallido de la Segunda Guerra Mundial en 1939, en lugar de regresar al Reino Unido decidió permanecer en su casa en la costa de Le Touquet. En el verano de ese año, Wodehouse había ido a Oxford para ser nombrado doctor honoris causa y poco después de su regreso a Le Touquet las autoridades alemanas le internaron, con casi sesenta años, como «extranjero enemigo», primero en Bélgica, luego en la Alta Silesia (ahora Toszek en Polonia).
Mientras Wodehouse estuvo internado, murió su hijastra Leonora. Liberado al cabo de un año, poco antes de cumplir los sesenta años, Wodehouse se alojó en el famoso Hotel Adlon de Berlín y se le propuso realizar una serie de cinco trasmisiones radiofónicas para sus aficionados en los Estados Unidos. Pensando que sería una buena oportunidad de demostrar que, a pesar de haber sido prisionero de guerra, había sabido mantener la moral alta («keep a stiff upper lip»).
El gobierno británico, a pesar de tener un informe redactado por un alto cargo del MI5 que le exoneraba de traición, informe que no fue publicado hasta después de su muerte, le denunció como un colaboracionista nazi, y los medios de comunicación continuaron acusándole de traidor durante mucho tiempo. Algunas bibliotecas públicas prohibieron sus libros e incluso algunos autores destacados, como A. A. Milne y Sean O'Casey, le criticaron duramente. Otros autores, sin embargo, como Evelyn Waugh y George Orwell, este último en un conocido ensayo titulado «In Defence of P.G. Wodehouse» (julio de 1945) salieron en su defensa.
Wodehouse, disgustado por el trato recibido por su país, nunca volvió al Reino Unido, y en 1955 obtuvo la nacionalidad estadounidense.

## Obra
Entre sus novelas más importantes destacan: Amor y gallinas (1906, primera aparición de Ukridge), El hombre con dos pies izquierdos (1917), El inimitable Jeeves (1923, primera aparición de Jeeves y Bertie Wooster), ¡Adelante, Jeeves! (1925), Jim de Piccadilly (1928), Habla Mr. Mulliner (1929), Dinero a espuertas (1931) y la serie que se inicia con El castillo de Blandings (1935), en la que se describe con fina ironía la Inglaterra eduardiana rural, tradicional y aristocrática, inocente y optimista, que tanto gustaba al autor.
Stephen Fry, protagonista, junto con Hugh Laurie, de la serie televisiva Jeeves and Wooster, escribió en su prólogo a la antología What ho! The best of P. G. Wodehouse:
Su mundo de desdeñosas y desaprobadoras tías, mayordomos severos aficionados a hacer de carabinas, tíos impacientes, chicas de aspecto deportivo, jóvenes atildados que se lanzan unos a otros bollos de pan en los comedores de los clubs, pero se ruborizan y tartamudean en presencia de personas del sexo opuesto..., pueden ser presentados como prueba de hallarnos ante el mundo de un hombre anclado en una permanente preadolescencia. Las camas, en Wodehouse, no son escenarios de pasiones y deseos carnales, sino unos muebles muy a propósito para ocultarte cuando te persiguen. Las chicas son ángeles de perfección, o marimachos de disparatadas ideas, o severas institutrices empeñadas en mejorar y educar a cuantos se ponen a su alcance, o alegres hermanas que no suponen ninguna amenaza para la paz perfecta que ofrece al hombre el estado de soltería. En el mundo de Wodehouse no hay tampoco ningún lugar para la pobreza. Un tipo puede estar sin blanca, porque su tía, tutor o padre se muestren remisos a soltar la pasta y sus amigos no sean proclives a dejarse sablear cinco libras para sacar de apuros a un camarada, pero las privaciones y la miseria están ausentes de la diversión.
Wodehouse es un escritor muy dotado, sobre todo para el relato corto; sus complejas intrigas poseen una construcción impecable, casi matemática, exacta hasta el mínimo detalle, y resalta en ellas el manejo de un estilo inimitable, en el que luce el especial manejo del contraste entre la vulgaridad y la finura, una muy particular ironía y el dominio de la parodia literaria, así como un optimismo y joie de vivre a prueba de bomba. Sus esforzados traductores al castellano han sido entre otros muchos Manuel Bosch Barrett, Luis Jordá, Carlos Botet, Emilio Bertel... Se considera a P. G. Wodehouse como uno de los mejores humoristas ingleses junto a Jerome K. Jerome, Evelyn Waugh y Tom Sharpe. Una edición de sus obras completas es prácticamente imposible, ya que en más de setenta años de trabajo literario constante (1902-1975) Wodehouse no dejó pasar un día sin escribir algo, sus libros se publicaron de modo distinto en Inglaterra y en Estados Unidos, no ya con diferentes títulos, sino con modificaciones en el texto a veces muy sensibles y muchos aparecieron por entregas antes de constituirse en libros, con cambios entre estas versiones, fuera de que algunos cuentos se publicaron también por separado o solamente en revistas y varios son póstumos. Además escribió varias veces en colaboración y participó en obras teatrales y musicales, a veces en adaptaciones de sus propios relatos y adaptando relatos ajenos o colaborando en obras originales, y existe una gran cantidad de obras cortas, poemas y miscelánea que publicó en revistas.

## Publicaciones en español
- El advenimiento de Bill, 1947 (The Coming of Bill). Ed. José Janés

- Algo fresco, 1947 (Something fresh). Ed. José Janés

- Una alhaja de niño, 1947 (The Little Nugget, 1913)

- Amor y gallinas, 1959 (Love Among the Chickens, 1906). Madrid: Revista Literaria Novelas y Cuentos

- Archie el Indiscreto, 1946 (The Indiscretions of Archie, 1921). Ed. José Janés

- Las aventuras de Sally, 1947 (The Adventures of Sally). Ed. José Janés

- Un caballero extravagante, 1946 (A Gentleman of Leisure)

- Cuentos de Ukridge; editada también como Las disparatadas aventuras de Ukridge

- Dejadselo a Psmith, 1944 (Leave to Psmith). Col. Al monigote de papel, Ed. José Janés

- Un dineral, 1944 (Big Money)

- Dieciocho agujeros, Ed. Plaza & Janés. 1980

- Dinero en el banco, 1947 (Money in the Bank). Ed. José Janés

- Dinero Molesto, Ed. Plaza & Janés. 1982

- Guapo, rico y distinguido 1944 (Hot Water). Ed. José Janés

- Guillermo el conquistador 1945 (Bill, the Conqueror). Ed. José Janés

- El hombre con dos pies izquierdos 1943, (The Man with Two Left Feet). Ed. José Janés

- Jeeves, tu eres mi hombre", 1947, antología de ¡Muy bien Jeeves¡, ¡Gracias Jeeves!, ¡Adelante Jeeves!, El código de los Wooster, De acuerdo Jeeves y El inimitable Jeeves, Ed. José Janés

- Jovencitos con botines, 1947 (Young Men in Spats). Col. Al monigote de papel, Ed. José Janés

- Júbilo matinal, 1946 (Joy in the Morning)

- Locuras de Hollywood, (The Old Reliable, 1951)

- Luna llena, 1947 (Full Moon)

- Obras de P. G. Wodehouse, 1960; recopila 6 libros de la saga Jeeves, 1923-1938 (¡Muy bien, Jeeves! - ¡Adelante, Jeeves! - ¡Gracias, Jeeves! - El código de los Wooster - De acuerdo, Jeeves - El inimitable Jeeves)

- Un par de solteros, 1944, 1994 (The Small Bachelor)

- Pobre, vago y optimista, 1944, Ukridge

- Psmith periodista 1944, 1947 y 1951 (Psmith Journalist). Col. Al monigote de papel, Ed. José Janés

- ¡Pues vaya! (Lo mejor de Wodehouse), 2004 (What Ho! The Best of P. G. Wodehouse).

- Sam, el brusco, 1946 (Sam the Sudden).

- Señorita en desgracia, 1944 (A Damsel in Distress, 1919)

- Servicio rápido, 1947 (Quick Service)

- Si yo fuera usted, 1950 (If I Were You)

- Tío Fred en primavera, 1943, 1948, 1994? (Uncle Fred in the Springtime, 1939)

- El hombre del piso de arriba, noviembre de 1947 (The man upstairs). Col. Al monigote de papel, Ed. José Janés
- La suerte de los Bodkin, 2006 (The Luck of the Bodkins). Col. Compactos, Anagrama. ISBN 978-84-339-1451-4.